# جون ليون
جون ليون (بالإنجليزية: John Lyon) (مواليد 9 مارس 1962) هو ملاكم من المملكة المتحدة، مثّل بلاده في الألعاب الأولمبية الصيفية في دورتي 1984 و1988.

## روابط خارجية
جون ليون على موقع أوليمبيديا (الإنجليزية)
- جون ليون على موقع اللجنة الأولمبية البريطانية (الإنجليزية)